# Cañada Buendía
Cañada Buendía es una pedanía española perteneciente al municipio de Socovos, en la provincia de Albacete, dentro de la comunidad autónoma de Castilla-La Mancha.
Se encuentra a 620 m s. n. m. y tiene un mirador desde el que hay unas vistas fabulosas.

## Fiestas
Las fiestas patronales son en honor de la Virgen de los Dolores, celebradas conjuntamente con las pedanías de Los Olmos y Tazona (del 21 al 28 o del 22 al 29 de agosto).